# Уелингбъроу
Уелингбъроу (на английски: Wellingborough) е град в Централна Англия, графство Нортхамптъншър. Той е административен и стопански център на община Уелингбъроу. Намира се на 15 km североизточно от Нортхамптън. Населението му е около 53 000 души (2001).

## Личности
Родени
Том Йорк (р. 1968), музикант